# Croton stockeri
Croton stockeri är en törelväxtart som först beskrevs av Airy Shaw, och fick sitt nu gällande namn av Airy Shaw. Croton stockeri ingår i släktet Croton och familjen törelväxter. Inga underarter finns listade i Catalogue of Life.